# بخش ورودهونگر
بخش ورودهونگر (به انگلیسی: Virudhunagar district) یک بخش در هند است که در تامیل نادو واقع شده‌است. بخش ورودهونگر ۴٬۲۸۸ کیلومتر مربع مساحت و ۱٬۹۴۲٬۲۸۸ نفر جمعیت دارد.